# 1215 в Україні

## Події
- тисяцький Дмитро разом з Данилом Галицьким брав участь в обороні Галича від військ угорського принца, претендента на галицький престол Коломана, та його союзника краківського князя Лешка Білого.
- Угорський правитель Галича Коломан отримав титул короля.
- вдруге князь Белзький Олександр Всеволодович
- при підтримці Лешка Білого Данило й Василько Романовичі повернули собі Володимирське князівство.
- князь Чернігівський Гліб Святославич

## Особи

### Померли
- Пимен Посник (Прозорливий) — православний святий, преподобний. Чернець Печерського монастиря.